# Castell de les Borges Blanques
El castell de les Borges Blanques era un castell de les Borges Blanques (Garrigues) declarat bé cultural d'interès nacional.

## Descripció
Sols se'n coneix el setial, conserven el seu nom dos dels carrers de la població, el del castell de dalt i el del castell de baix. Són paral·lels i amb una direcció est-oest. S'ha suposat que emmarquen l'espai on hi havia l'antiga fortificació, avui ocupat per diferents habitatges.

## Història
Les primeres mencions són poques i poc clares. El topònim ens fa pensar que el seu origen és andalusí. La zona estava envoltada de fortaleses cristianes, malgrat això, no fou conquerit fins pos abans de la caiguda de Lleida.
El castell deuria tenir el seu màxim apogeu durant l'època dels Sanaüja. Amb la integració de Lleida començà a perdre importància fins que al segle xv s'acaba per abandonar. A finals del segle xviii s'aprofitaren carreus de la fortalesa per a la construcció d'un nou edifici.